# Agrophogonus tridens
Agrophogonus tridens är en mångfotingart som beskrevs av Hoffman 2005. Agrophogonus tridens ingår i släktet Agrophogonus och familjen Gomphodesmidae. Inga underarter finns listade i Catalogue of Life.